# Qualitäts- und Edelstahlkombinat
Der VEB Qualitäts- und Edelstahlkombinat Brandenburg (QEK) wurde 1969 gegründet und war ein Kombinat in der Deutschen Demokratischen Republik.
Zum Leistungsspektrum des Kombinats zählten verschiedene Stahl-Halbzeuge wie Stahlbleche und Stahlstäbe und -drähte sowie die Herstellung verschiedener Ferrolegierungen wie Ferrosilicium, Ferrochrom und Ferromangan im Betrieb VEB Ferrolegierungswerk Lippendorf. Weiterhin produzierte das Silikatwerk Brandis Feuerfest-Produkte für den Industrieofenbau.
Das Kombinat unterstand dem Ministerium für Erzbergbau, Metallurgie und Kali. Weitere zentralgeleitete Kombinate im Bereich der Metallurgie können in der Liste von Kombinaten der DDR eingesehen werden.

## Geschichte
Das Kombinat wurde 1969 gegründet. Als Vorgänger können die Vereinigungen Volkseigener Betriebe VVB VESTA Leipzig (1948 – 1951) und VVB Stahl- und Walzwerke Berlin angesehen werden. In diesen war zuvor eine große Anzahl von Stahl- und Walzwerken der DDR vereinigt.
Als Stammbetrieb des Kombinats fungierte zu Beginn der VEB Stahl- und Walzwerk „Wilhelm Florin“ Hennigsdorf. Ab 1979 wurde er in dieser Funktion vom VEB Stahl- und Walzwerk Brandenburg abgelöst. Bis zuletzt zählten die beiden Betriebe zu den mitarbeiterreichsten innerhalb des Kombinats mit jeweils über 8500 Mitarbeitern.
Obwohl das Kombinat auf die Erzeugung von Edelstahl spezialisiert war, zählte mit dem VEB Edelstahlwerk „8. Mai 1945“ Freital der größte Einzelbetrieb in diesem Bereich zuletzt nicht mehr zum Kombinat. Der Freitaler Betrieb gehörte dem Kombinat bis 1973 an und wurde dann dem Rohrkombinat angegliedert.
Im Zuge der Wende und der anschließenden Wiedervereinigung wurde das Kombinat 1990 aufgelöst und seine Betriebe wurden privatisiert. Der stahlerzeugende -verarbeitende Betrieb wird an einigen Standorten bis heute zumindest teilweise durch größere Stahlkonzerne beziehungsweise deren Tochtergesellschaften aufrechterhalten. Zu diesen zählen Gruppo Riva (Brandenburg und Hennigsdorf), CSN (Unterwellenborn), Salzgitter AG (Ilsenburg) und WDI (Rothenburg).

## Trivia
Im Rahmen der staatlich verordneten Konsumgüterproduktion, die die Betriebe verpflichtete, einen bestimmten Prozentsatz der Warenproduktion in Konsumgütern zu realisieren, stellten die Betriebe des Kombinats unter anderem den QEK Junior her. Dieser war einer der verbreitetsten Wohnwagenmodelle der DDR. Der QEK Junior wurde in Hennigsdorf entwickelt und im Betriebsteil Schmiedefeld des VEB Maxhütte Unterwellenborn endmontiert.

## Zugehörige Betriebe
Zum Kombinat gehörten 1990 die folgenden Betriebe:
- VEB Stahl- und Walzwerk Brandenburg; (Stammbetrieb)
- VEB Draht- und Seilwerk Rothenburg
- VEB Ferrolegierungswerk Lippendorf
- VEB Maxhütte Unterwellenborn
- VEB Rationalisierungswerk Senftenberg
- VEB Silikatwerk Brandis
- VEB Stahl- und Walzwerk „Wilhelm Florin“ Hennigsdorf; (war Stammbetrieb bis Ende 1978)
- VEB Walzwerk „Michael Niederkirchner“ Ilsenburg
- VEB Zentralinstitut für ökonomischen Metalleinsatz Dresden